# Porte d'Arroux

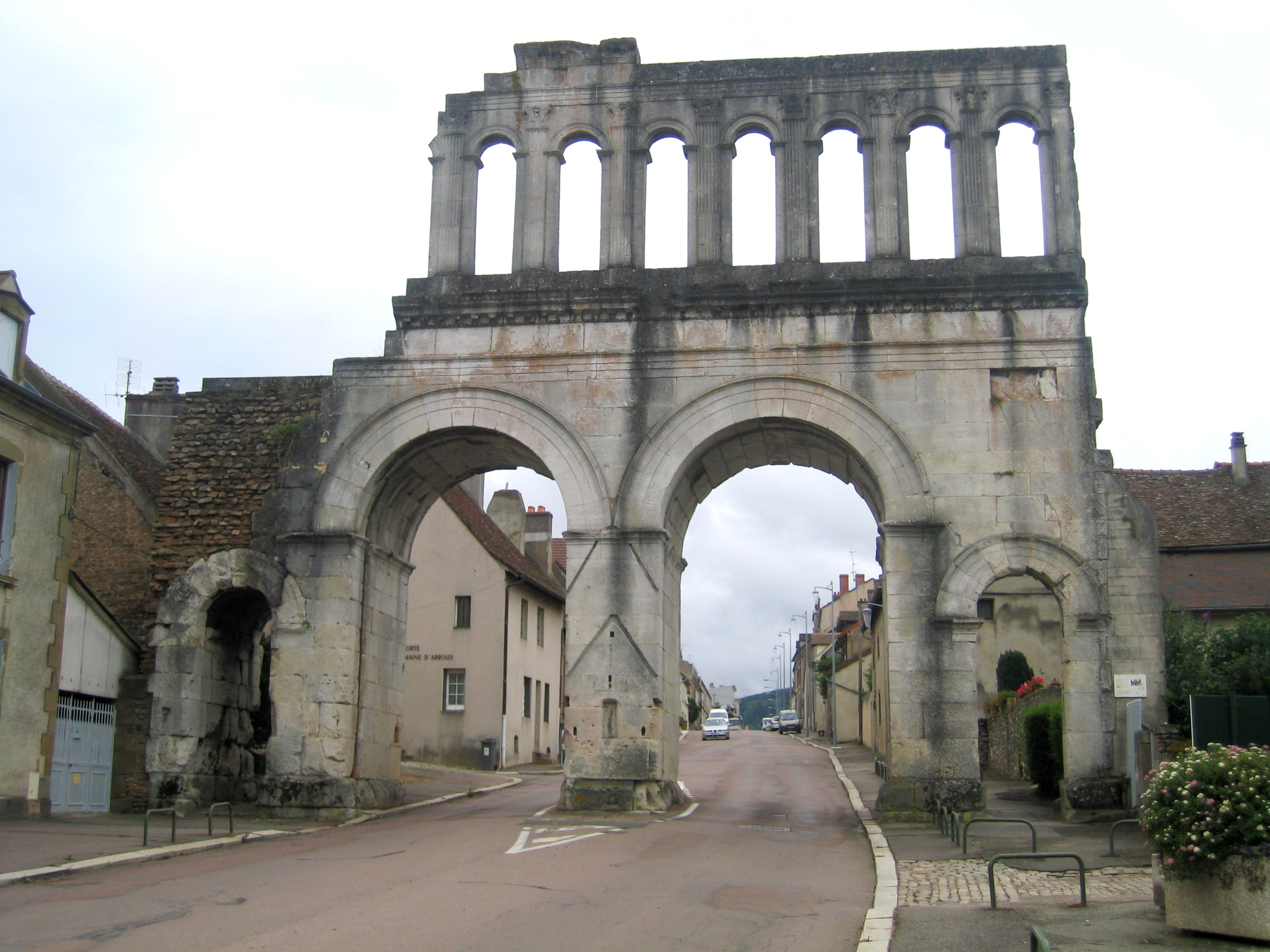
Buitenzijde

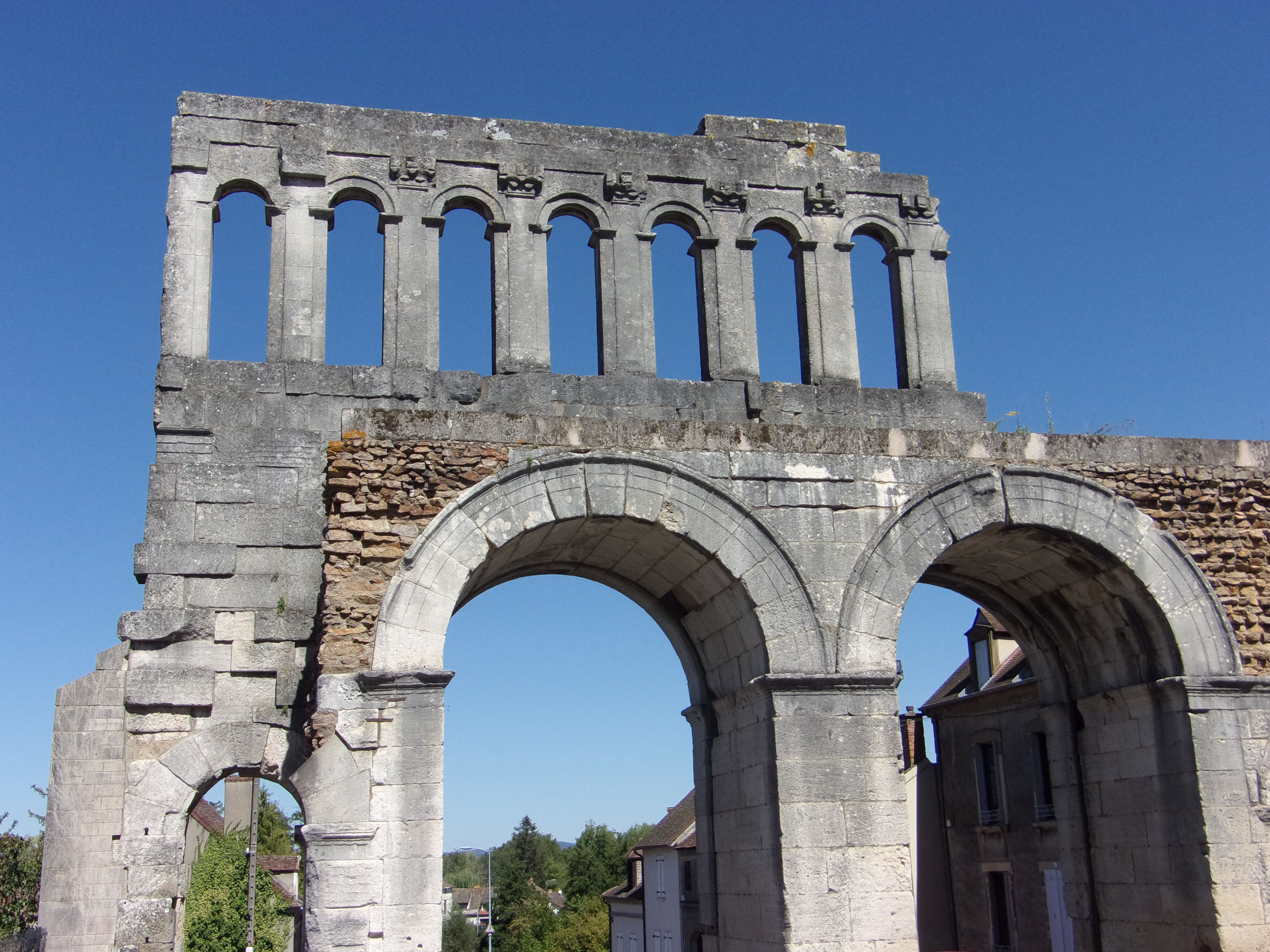
Binnenzijde

De Porte d'Arroux was een van de vier stadspoorten van de Gallo-Romeinse stad Augustodunum (het hedendaagse Autun). De poort uit de eerste eeuw is beschermd als historisch monument.

## Beschrijving
De poort bestond uit twee grote centrale poorten voor paarden en karren en aan elke buitenzijde een kleinere poort voor voetgangers. De grotere poorten konden afgesloten worden met een valhek, de kleinere met houten deuren. De poort is 4,25 meter dik en is grotendeels gebouwd met grijswitte kalksteen. Aan beide zijden was de poort geflankeerd door (thans verdwenen) halfronde torens. Tussen deze torens liep een passerelle die de bovenbouw van de poort vormde. Deze overdekte gang had tien vensters geflankeerd door korinthische zuilen. Deze zijn maar deels bewaard gebleven. De versieringen op de buitenzijde van de poort zijn het best bewaard gebleven.

## Geschiedenis
Porte d'Arroux is de moderne naam die aan de stadspoort werd gegeven omdat die uitkijkt over de Arroux. De Latijnse naam van de poort is niet bekend. De poort werd gebouwd in de eerste helft van de eerste eeuw onder keizer Augustus. Dit is de eerste bouwfase van Augustodunum als nieuwe hoofdstad van de Aedui. De Porte d'Arroux lag in de noordwestelijke zijde van de ruitvormige stadsmuur. Via deze stadspoort kwam de Via Agrippa vanuit Sens de stad binnen om de cardo maximus te vormen die de stad doorkruiste. Uit opgravingen blijkt dat achter de stadspoort zich een binnenhof bevond die mogelijk als sas diende voor reizigers om tol te heffen. Omdat de poort werd gebouwd tijdens de Pax Romana is het waarschijnlijk dat dit de voornaamste functie was van de poort bij opening.
Naast de Porte d'Arroux bleef ook de Porte Saint-André (op de decumanus maximus) bewaard. De poort werd beschermd als historisch monument in 1846.